# St. Michaël College
Het St. Michaël College is een categoriale katholieke middelbare school. Het is gelegen in Zaandam, naast het Zaans Museum en vlak bij de Zaanse Schans, en is genoemd naar de aartsengel Michaël. De school verzorgt onderwijs op havo- en vwo-niveau.

## Geschiedenis en katholieke identiteit
Het St. Michaël College, als katholieke school opgericht in 1956, telde in het begin acht docenten en 72 leerlingen. Het was de bedoeling dat de school in een nieuwe woonwijk kwam te staan die in de Kalverpolder gebouwd zou worden. Toen de school al klaar was, werd de rest van het bouwproject afgeblazen en de wijk op een andere plek gebouwd. Er werd gekozen voor een locatie rondom de buurtschap 't Kalf en de woonwijk kreeg de naam Het Kalf, zowel een verwijzing naar de buurtschap als de Kalverpolder. De school zelf staat nu naast de Zaanse Schans en midden in de Kalverpolder. Door een intern conflict volgde vijf jaar later het ontslag van de rector zelf en 15 docenten.
Twintig jaar later werd de identiteit van de school langzaam afgebroken. Een geleidelijk proces waarin kruisbeelden werden verwijderd, de schoolkapel werd gesloopt en de zondagochtendmis werd afgeschaft. Aan de leerkrachten werd niet meer gevraagd zich als 'een oprecht en overtuigd katholiek' te gedragen en ook het regime voor leerlingen werd losser: bijvoorbeeld het verplichte schooltenue voor gymnastiek werd afgeschaft. Het St. Michaël College is in naam nog een katholieke school, echter in de praktijk valt daar weinig nog van te merken. Behalve dat de school nog enkele karaktereigenschappen heeft die voorkomen uit haar katholieke historie.
Bij invoering van de Mammoetwet werd in 1963 de gymnasiumafdeling gesloten, maar bleef het wel mogelijk de vakken Grieks en Latijn te volgen binnen het zogenaamde "ongedeelde VWO".
In 2006 vierde het college zijn 50-jarig bestaan. De geschiedenis van dit college was de inspiratiebron voor het boek Gedrang op de gang, 50 jaar voortgezet onderwijs in Nederland (Ellen Brans, ISBN 90 66 11 764 8).

## Gebouwen
Het St. Michaël College is gehuisvest in een pand dat dateert uit 1966. In de groei-jaren 70 en 80 zijn een aantal tijdelijke bijgebouwen geplaatst, waaronder een afdeling voor brugklassen genaamd "De Brug". In 2003 zijn er door nieuwbouw en renovatie aanpassingen gerealiseerd die bijdragen aan de onderwijskundige vernieuwingen en tijdelijke gebouwen vervangen door permanente huisvesting. In 2008 zijn er nog verschillende delen aangebouwd. Op dit moment telt de school 47 leslokalen, verdeeld over drie verdiepingen.

## In de media
In 1983 ontstond een rel rond schorsing van een leerling die sterke alcoholhoudende drank in een garderobekluisje bleek te bewaren. Tijdens onderhoudswerkzaamheden werd dit ontdekt, het verweer van leerling dat dit retour was gekomen van een feestje met de bedoeling dit mee naar huis te nemen werd niet geaccepteerd. De brede discussie over privacy en vertrouwelijkheid van inhoud van schoolkluisjes haalde het VARA-radioprogramma Dubbellisjes.

## Bekende oud-leerlingen
- Corine Boon (1964), danseres en presentatrice
- Kitty Jong (1964), vakbondsbestuurster en politica
- Daphne Keune (1971), pianiste
- Judith Koelemeijer (1967), schrijfster en journaliste
- Huub van der Lubbe (1953), acteur, dichter en zanger
- Bas van Putten (1965), schrijver en journalist
- Kaj Sierhuis (1998), voetballer